# Okoye
Okoye è un personaggio dei fumetti creato da Christopher Priest e Mark Texeira, pubblicato dalla Marvel Comics.

## Biografia del personaggio
Si unì alla sua amica Nakia per essere selezionata tra le mogli di T'Challa. Tuttavia, quando Okoye scoprì che T'Challa non aveva alcun interesse a sposare nessuna di loro, accettò immediatamente il fatto. Da allora si schierò dalla parte di T'Challa. Okoye accompagnò T'Challa quando reclutò la Regina Divina Giustizia. Era anche con T'Challa quando misero alla prova Kasper Cole per capire se fosse degno della veste della Pantera Nera. Okoye stessa l'ha fatto, chiedendo a Kasper se sarebbe rimasto con la sua fidanzata incinta o l'avrebbe lasciata per lei.
Okoye comparve in seguito come direttrice degli Agenti del Wakanda.

## Poteri e abilità
Okoye è altamente dotata in molte forme di combattimento, essendo uno dei membri più importanti delle Dora Milaje. È eccezionale nell'uso di varie armi e strumenti wakandiani, in particolare nell'uso delle lance. Okoye è una grande stratega militare.

## Altri media

### Marvel Cinematic Universe
Okoye compare all'interno del Marvel Cinematic Universe, interpretata da Danai Gurira. In questa versione è il capo delle Dora Milaje, fedele a T'Challa.
- In Black Panther (2018), Okoye aiuta T'Challa a liberare il Wakanda da Erik Killmonger. Quando T’Challa viene apparentemente ucciso dal cugino Okoye è costretta dai suoi doveri di Dora Milaje a ignorare il suo affetto verso la famiglia reale e prestare servizio al nuovo leader Killmonger. Nello scontro finale della pellicola Okoye, di nuovo al fianco di T’Challa, dirige la sua lancia contro il suo stesso marito, W’Kabi, schieratosi con Erik.
- In Avengers: Infinity War (2018), Okoye aiuta T'Challa e gli Avengers a combattere Thanos e il suo esercito, ma quest'ultimi riescono a sconfiggerli. Dopo che il Titano ha ottenuto le Gemme dell'Infinito con il loro potere fa dissolvere nel nulla metà popolazione dell'universo, Okoye riesce a sopravvivere ma assiste con orrore alla scomparsa di T'Challa sotto i suoi occhi inorriditi.
- In Avengers: Endgame (2019), Okoye, cinque anni dopo la tragedia, controlla il Wakanda. Dopo che Hulk ha riportato in vita tutte le persone uccise da Thanos, partecipa alla furente battaglia finale insieme agli Avengers contro Thanos e il suo intero esercito, e stavolta riescono a sconfiggerli. In seguito, presenzia al funerale di Tony Stark, per poi tornare al servizio di T'Challa.
- Okoye compare nella prima serie animata dell'MCU What If...? (2021).
- In Black Panther: Wakanda Forever (2022), Okoye piange tristemente la morte del nobile re T'Challa e, per rimettere in sesto una sempre più scoraggiata Shuri, la porta con sé in America per rintracciare una giovane e brillante scienziata chiamata Riri Williams; durante la missione tuttavia Shuri e Riri sono rapite da Attuma e Namora, che Okoye, nonostante l'estremo sforzo, non riesce a battere. Ramonda perciò la punisce privandola del suo grado di generale e del suo status di Dora Milaje. Dopo la morte di Ramonda per mano di Namor, Shuri costruisce una nuova armatura high-tech per Okoye e Aneka, nominandole "Midnight Angels", per affrontare l'esercito sottomarino di Talokan.
- Okoye ricomparirà nuovamente nella quinta serie animata dell'MCU Marvel Zombies (2025).

### Televisione
- Okoye compare in cameo nella serie animata Avengers - I più potenti eroi della Terra.